# Альтштадтская ратуша
Альтштадтская ратуша (нем. Altstädtisches Rathaus) — здание ратуши, которое неоднократно перестраивалось и меняло своё предназначение. Здание стояло на Альтштадтской рыночной площади. И было уничтожено в ходе бомбардировок Кёнигсберга в августе 1944 года.

## История
После 1724 года здание ратуши было занято городским судом и архивом города. Готическое здание 1528 года должно было уступить место новому зданию ратуши в 1757 году. В 1832 году оно было значительно расширено за счёт нового крыла здания на Шмидештрассе. С 1907 года здесь проходили курсы Коммерческого университета Кёнигсберга, и в 1915 году в здании обосновался Коммерческий университет. Однако вскоре здание было вновь перестроено, и в 1920-х годах, оно стало главным зданием Муниципального сберегательного банка.
Альтштадтская ратуша была украшена так называемыми «Джапперами» — гротескными скульптурами. Первый джаппер был установлен в 1455 году, когда в 15 веке три города присоединились к Прусскому союзу. С началом городской войны в 1454 году мэр старого города Андреас Брунау выступил против противников ордена. Восстание против ордена вспыхнуло 24 марта 1455 года, а присоединившиеся к восставшим ремесленники использовали в качестве бастиона Кнайпхоф. Восставшие против ордена вели длительные бои с бургомистром Брунау, в результате чего он бежал из города. Новый джаппер был прикреплён к фасаду ратуши в конце гражданской войны между Альтштадтом и Кнайпхофом, в 1455 году. Это была дразнящая насмешливая маска, которая ухмылялась в сторону Кнайпхофа.
В 1528 году, на новом здании был установлен очередной джаппер в виде бородатой головы, которая аккуратно высовывала свой язык в такт механическим часам. Механизм этих часов со встроенным джаппером был разрушен воробьём влетевшим внутрь механизма в 1774 году. После этого случая кнайпховцы издевались над альтдштадтцами называя их «глотателями воробьёв».
Наконец, в 1832 году, третий джаппер был установлен в виде позолоченной львиной головы с почасовым боем часов. Этот джаппер был очень популярен среди детей. Он был разрушен вместе со зданием ратуши в ходе авианалётов британской авиации в августе 1944 года.